# Мохамед Фара
Мохамед Фара (енгл. Mohamed Farah, сом. Maxamed Faarax, арап. محمد فرح; Могадиш, Сомалија, 23. март 1983), звани Мо, је британски атлетичар, специјалиста за дуге стазе, који се углавном такмичи у дисциплинама трчања на 5.000 и 10.000 метара.
Након освајања медаља европским и светским првенствима, на Олимпијским играма 2012. године у Лондону пред домаћом публиком је тријумфовао на 5.000 и 10.000 метара.
Проглашен је за најбољег европског атлетичара 2011. и 2012. године.